# Krisztina dán hercegnő portréja (ifjabb Holbein festménye)
Krisztina dán hercegnő portréja ifjabb Hans Holbein festménye, amely a londoni National Gallery gyűjteményének rész. A festmény 1909-ben került az intézményhez.

## Keletkezése
Holbeint 1538-ban küldte Brüsszelbe VIII. Henrik angol király, hogy fesse meg Krisztina dán királyi hercegnő portréját, aki egyike volt azoknak a nőknek, akik közül negyedik feleségét kívánta kiválasztani. A 16 éves hercegnőt egész alakos képen örökítette meg a művész. Krisztina a festményen sötét gyászruhájában van, amelyet azért viselt, mert férje, Francesco Sforza milánói herceg 1535-ben meghalt.
Feljegyezték, hogy Krisztina csak egyszer ült modellt Holbeinnek, 1533. március 12-én 13 és 16 óra között. A művésznek ennyi idő állt rendelkezéséhez ahhoz, hogy elkészítse a vázlatokat, amelyek majd a festmény alapjául szolgálnak. Ezek a rajzok nem maradtak fenn. A munkafolyamat következő eleme az volt, hogy Holbein átvitte a vázlatokat a tölgyfa panelre. VIII. Henrik már néhány nappal Holbein és Krisztina találkozása után  megkapta az első vázlatokat kiszemelt feleségéről. VIII. Henrik nagyon elégedett volt a látottakkal, a kortársak feljegyezték, hogy sokat viccelődött és egész nap szólt a zene a palotában. Annak ellenére, hogy a frigy kútba esett, az uralkodó élete végéig megtartotta a dán hercegnő portréját.
A kép jó példája annak, hogy Hans Holbein milyen ügyességgel teremtette meg a kép modellje jelenlétének illúzióját, részben a textúrák élethű ábrázolásával elérve ezt: a köpeny fekete szaténja ezüstös ragyogással tükrözi vissza a fényt, kihangsúlyozva az anyag sima tapintását és hűvösségét. Az is ezt az illúziót kelti, ahogy Holbein beárnyékolja a hercegnő mögötti területet.
A festmény Norfolk hercegének gyűjteményébe került a királyi kollekcióból. 1880-ban 15. herceg a képet kölcsönbe adta a National Gallerynek 1880-ban, és a portré hamar az egyik legcsodáltabb darabja lett a gyűjteménynek. Az 1900-as évek elején a herceg felvetette, hogy eladja a festményt, de a galéria nem tudta kifizetni a kért árat. Félő volt, hogy a kép külföldön talál gazdát, valószínűleg Henry Clay Frick gazdag amerikai gyáros és műgyűjtő személyében. A festményt végül egy kérésére anonimitásban maradó donor pénzből sikerült az Egyesült Királyságban tartani.